# Пламя гнева
«Пламя гнева» — советский исторический фильм 1956 года режиссера Тимофея Левчука, по мотивам драмы Любомира Дмитерко «Навеки вместе».
О борьбе украинского народа за единение с Россией — фильм выпущен к 300-летию воссоединения Украины с Россией.

## Сюжет
Вторая половина XVII века, после смерти гетмана Богдана Хмельницкого в Чигирине готовится заговор, возглавляемый писарем Иваном Выговским, которого оружием и деньгами поддерживают поляки с литовцами и татарский хан Кара-Бей. Народ не поддерживает притязаний Выговского на гетманскую булаву. Полтавский полковник Мартын Пушкарь, верный друг Хмельницкого, собрав войско запорожцев для войны с Выговским и его польскими союзниками, поднимает восстание. На помощь казакам приходят русские отряды царского стольника Апухтина, громя войска изменника.

## В ролях
- Никита Ильченко — Мартын Пушкарь
- Наталья Ужвий — Ганна Золотаренко, жена гетмана Богдана Хмельницкого
- Владимир Игнатенко — Сирко
- Александр Романенко — кобзарь Максим
- Николай Москаленко — Кирик
- Вера Донская — Орися
- Михаил Романов — Апухтин
- А. Тарская — Соха
- В. Каменецкий — Жбурляй
- Николай Яковченко — Хрен
- Степан Шкурат — Джура
- Фёдор Ищенко — Завирюха
- Павел Грубник — Юрась
- Михаил Заднепровский — Иван Выговский
- Фёдор Радчук — Лисницкий
- Л. Милютенко — Груша
- Александр Вертинский — пан Беневский
- И. Волков — монах Даниил
- Валентин Дуклер — Немирыч
- Палладий Белоконь — Бугай
- Александр Подорожный — Смык
- Георгий Бабенко — Кара-Бей
- Анна Босенко — Стефа
- Александр Вертинский — католический прелат
- Иван Бондарь — казак

## Критика
Журнал «Новости киноэкрана» писал, что в фильме сам сюжет обусловил яркие краски, контрастные сочетания и цветовую экспрессию- Фильм выделялся в творчестве режиссёра:

Современным звучанием проникнут фильм «Пламя гнева», который Тимофей Левчук снял по сценарию Любомира Дмитерка. Для участия в нём приглашены выдающиеся актеры Н. Ужвий, М. Романов, С. Шкурат. Тема воссоединения народов Украины и России прозвучала торжественно, многолюдно. Так художник настойчиво искал себя. Производил ту художественную манеру, которая бы позволила качественно показать миллионам зрителей правду народного подвига.
Оригинальный текст (укр.)Сучасним звучанням пройнято й фільм «Полум'я гніву», що його Тимофій Левчук зняв за сценарієм Любомира Дмитерка. Для участі в ньому запрошені видатні актори Н. Ужвій, М. Романов, С. Шкурат. Тема возз'єднання народів України і Росії пролунала урочисто, людяно. Так митець наполегливо шукав себе. Виробляв ту художню манеру, яка б дала змогу найдосконаліше показати мільйонам глядачів правду народного подвигу.— журнал «Вітчизна», 1975 год